# Eupsophus contulmoensis
Espèce
Statut de conservation UICN

 EN B1ab(iii) : En danger
Eupsophus contulmoensis est une espèce d'amphibiens de la famille des Alsodidae.

## Répartition
Cette espèce est endémique de la cordillère de Nahuelbuta au Chili. Elle se rencontre entre 50 et 350 m d'altitude dans les provinces d'Arauco et de Malleco.

## Description
Eupsophus contulmoensis mesure entre 34 et 42,5 mm. Son dos est violacé et présente chez certains individus une ligne longitudinale jaune. Ses membres sont tachetés de jaune. Sa face ventrale est brun marbré de jaune ou uniformément jaune brillant. Des marques irrégulières jaunâtres sont présentes sur les côtés de sa tête et de son corps.

## Étymologie
Son nom d'espèce, composé de contulmo et du suffixe latin -ensis, « qui vit dans, qui habite », lui a été donné en référence au lieu de sa découverte, Contulmo dans la province de Malleco.

## Publication originale
- Ortiz, Ibarra-Vidal & Formas, 1989 : A new species of Eupsophus (Anura: Leptodactylidae) from Contulmo, Nahuelbuta range, southern Chile. Proceedings of the Biological Society of Washington, vol. 102, no 4, p. 1031-1035 (texte intégral).